# Francine (Familie)
Die Familie Francine (italienisch Francini) war eine Familie französischer Fontänenmeister, die auf den ursprünglich aus Florenz stammenden Thomas Francine (italienisch Tommaso Francini) zurückging, der mit seinem Bruder Alexandre von König Henri IV 1598 nach Frankreich geholt wurde. Thomas Francine wurde Intendant des Eaux et Fontaines du Roi und 1623 Intendant général des eaux et fontaines royales (in etwa: Generaldirektor der königlichen Wasserleitungen und Brunnen). Diese Position ging von 1623 bis 1784 unter den Königen Heinrich IV. bis Ludwig XV. jeweils vom Vater auf den Sohn dieser Familie über.

## Wichtige Mitglieder der Familie
Der Gründer der Dynastie und seine jeweils ältesten männlichen Nachfahren waren:
- Thomas Francine (Tommaso Francini) (1571–1651), der für Henri IV insbesondere am Château neuf von Saint-Germain-en-Laye und am Schloss Fontainebleau tätig war und von Ludwig XIII. 1623 zum Intendant général des eaux et fontaines royales ernannt wurde;
  - François (1617–1688), Intendant général des eaux et fontaines seit 1651 unter Ludwig XIV., Seigneur de Grand’Maisons, der maßgeblich an der Entwicklung und dem Bau der Wasserspiele im Schlosspark von Versailles und seiner weit ins Land reichenden Wasserversorgung verantwortlich war;
    - Pierre-François (1654–1720), der zusammen mit seinem Vater in Versailles tätig war, nach dessen Tod Intendant général des eaux et fontaines wurde und 1707 den Titel 1er comte de Villepreux erhielt;[3]
      - François-Henri (1684–1731), 2e comte de Villepreux, Intendant général des eaux et fontaines;
        - Thomas François Honoré (1724–1780), 3e comte de Villepreux, Intendant général des eaux et fontaines;
          - Pierre-Thomas (1773–1784), 3ecomte de Villepreux, sechster und letzter Intendant général des eaux et fontaines;

- - Pierre Francine (1621–1686), zweitältester Sohn von Thomas Francine;
    - Jean-Nicolas de Francine (1662–1735), dessen Sohn, Neffe von François, verheiratet mit Catherine-Madeleine, der Tochter von Jean-Baptiste Lully, wurde  Direktor der Académie royale de Musique (der gegenwärtigen Pariser Oper).

- Alexandre Francine (Alessandro Francini), Bruder von Thomas Francine, Ingénieur des eaux et fontaines du château de Fontainebleau.